# Guy Delcourt (homme politique)
Pour les articles homonymes, voir Guy Delcourt.
Vous pouvez aider à l'améliorer ou bien discuter des problèmes sur sa page de discussion.
- Il ne cite pas suffisamment ses sources. Vous pouvez indiquer les passages à sourcer avec {{référence nécessaire}} ou {{Référence souhaitée}}, et inclure les références utiles en les liant aux notes de bas de page. (Marqué depuis août 2015)
- Sa forme n’est pas encyclopédique et ressemble trop à un curriculum vitæ. Modifiez le texte pour aider à le transformer en article neutre. (Marqué depuis août 2015)

- Archive Wikiwix
- Bing
- Cairn
- DuckDuckGo
- E. Universalis
- Gallica
- Google
- G. Books
- G. News
- G. Scholar
- Persée
- Qwant
- (zh) Baidu
- (ru) Yandex
- (wd) trouver des œuvres sur Wikidata

Guy Delcourt est un homme politique français, né le 13 juillet 1947 à Palaiseau (Seine-et-Oise, aujourd'hui Essonne) et mort le 31 janvier 2020 à Arras (Pas-de-Calais).
Il est maire de Lens de 1998 à 2013 et député du 17 juin 2007 au 20 juin 2017. Il fait partie du groupe socialiste. 

## Biographie
Né en région parisienne, il passe plusieurs concours de la fonction publique, et obtient celui d'inspecteur adjoint de l'enfance. Il est nommé à la Ddass à Saint-Pol-sur-Mer, s'occupant notamment du placement temporaires des enfants de harkis en famille d'accueil. Il critique les conditions de mise en œuvre en écrivant au garde des sceaux Jean Foyer, et est muté au service des logements des expatriés d'Algérie et des expropriations. Il refuse ce transfert en démissionnant et, après son service militaire à la base aérienne de Dijon, comme infirmier, intègre la coopérative de France comme adjoint au directeur de la succursale de Lille sud puis chef de magasin à Lambersart et Haubourdin.
Syndicaliste militant à Force ouvrière, poussant ses collègues à la grève et fermant le magasin, il est écarté et prend la direction de la station coopérative de sports d'hiver Les Karellis en Savoie en 1980. En 1983, il devient président de la société anonyme coopérative de gestion Les Karellis. Mais en 1985, il cherche à éviter le plan social du groupe en négociant sa reprise par Michel Baroin, président de la GMF, qui meurt dans un crash avant qu'un accord soit conclu. Il doit donc démissionner en 1987.
Pierre Mauroy le sollicite alors pour intégrer la délégation interministérielle de l'économie sociale. Mais, en opposition avec le premier ministre Michel Rocard, il démissionne à nouveau.
André Delelis l'embauche au district de Lens-Liévin, puis l'invite sur sa liste aux municipales de Lens de 1995. Il devient adjoint à la culture, à la jeunesse et aux sports, puis est élu maire le 14 octobre 1998.

### Maire de Lens
Il mène la transformation de sa ville, par les projets de rénovation urbaine notamment à Montgré, de Sellier et de la Grande Résidence avec la Cité 8. Il engage également d'autres opérations de transformation comme la démolition de l'îlot d'habitations compris entre les rues Jean-Létienne et Romuald-Pruvost, la reconversion du secteur Garin-Zins devant accueillir l’hôtel Boissonnat et l’Institut pour les métiers d’art et du patrimoine (IFREMAP). Empêché de raser l'ancien cinéma Apollo par l'inscription de sa façade Art déco par l’architecte des Bâtiments de France, il lance sa transformation en complexe hôtelier. Afin de réduire la présence des automobiles dans le centre-ville, il fait réaménager le boulevard Basly en 2004, instaure le stationnement payant et prévoit un bus à haut niveau de service dans la rue du Temple.
Il négocie l'installation d'une antenne du musée du Louvre (Musée du Louvre-Lens). Il tente de créer un GIE regroupant Région, Département, CALL, ville et la Caisse des dépôts pour lui déléguer la gestion du Stade Bollaert mais essuie l'opposition de Daniel Percheron.
Le 16 juin 2013, il laisse son fauteuil de maire à Sylvain Robert, 1er adjoint, et demeure conseiller municipal.

### Après son mandat de maire
Le 6 juillet 2017, considérant les récentes difficultés rencontrées par le Parti socialiste, Guy Delcourt annonce sa démission du parti.
Il décède le 31 janvier 2020 à Arras (Pas-de-Calais).

## Mandats

### Mandats nationaux
- 16/06/2002 - 19/06/2007 : suppléant de Jean-Claude Bois, député du Pas-de-Calais
- 20/06/2007 - 20/06/2017 : élu député du Pas-de-Calais – 13e circonscription, réélu en 2012, Pas-de-Calais – 3e circonscription.

### Mandats locaux

#### au conseil général
- 11/03/2001 - 01/07/2007 : élu (1er tour) conseiller général du Pas-de-Calais, canton de Lens-Nord-Ouest
- 2004 - 2005 : vice-président du conseil général du Pas-de-Calais

#### à la communauté de communes
- Premier vice-président de la Communaupole de Lens-Liévin 2001-2008

#### au conseil municipal
- 11/06/1995 - 13/10/1998 : adjoint au maire de Lens (Pas-de-Calais), chargé de la culture, de la jeunesse et de la prévention de la délinquance
- 14/10/1998 - 16/06/2013 : maire de Lens (Pas-de-Calais)